# Юссеф Сафрі
Юссеф Сафрі (араб. يوسف سفري, нар. 3 січня 1977, Касабланка) — марокканський футболіст, що грав на позиції півзахисника. По завершенні ігрової кар'єри — тренер.
Виступав, зокрема, за англійські клубу та «Раджу» (Касабланка) і «Катар СК», а також національну збірну Марокко.

## Клубна кар'єра
У дорослому футболі дебютував виступами за команду «Раджа» (Касабланка), з якою тричі виграв чемпіонат Марокко, а також по разу Лігу чемпіонів КАФ та Суперкубок КАФ, що дозволило Юссефу разом із командою поїхати на дебютний Клубний чемпіонат світу 2000 року, де вони не вийшли з групи.
У серпні 2001 року уклав контракт з клубом другого за рівнем дивізіону Англії «Ковентрі Сіті». За клуб Юссеф дебютував 8 вересня 2001 року в грі з «Грімсбі Таун». У грудні 2003 року Юссеф жорстко зіграв проти гравця «Сандерленда» Коліна Гілі, в результаті чого зламав йому праву ногу. Марокканець уник дискваліфікації з боку Футбольної Асоціації, яка погодилася з рішенням арбітра матчу Майком Джонсом про те, що фол був ненавмисним. Загалом у складі команди Сафрі провів три роки своєї кар'єри гравця. Більшість часу, проведеного у складі «Ковентрі Сіті», був основним гравцем команди.
Влітку 2004 року Юссеф перейшов в «Норвіч Сіті», який за підсумками сезону 2003/04 вийшов у Прем'єр-лігу, де марокканець дебютував 28 серпня у програному домашньому матчі проти «Арсеналу» (1:4). 20 квітня 2005 року Сафрі дальнім ударом забив м'яч у ворота «Ньюкасл Юнайтед», після чого фанати клубу присвятили йому пісню «Morocan All Over The World» на мотив відомої пісні гурту Status Quo — «Here we are, here we are and here we go, Youssef's better than Juninho, Moroccan all over the world!». Тим не менш Юссефу не вдалось врятувати свою команду від пониження у класі і наступний рік провів з нею у Чемпіоншипі.
Свій останній матч у складі «Норвіча» він провів 9 квітня 2007 року проти «Вест Бромвіч Альбіон», а в серпні перейшов в «Саутгемптон», підписавши контракт на два роки. Дебютний матч за клуб він провів 11 серпня 2007 проти «Крістал Пелес».
У липні 2008 року Сафрі підписав контракт з клубом «Катар СК». Завершив професійну кар'єру футболіста виступами за команду «Катар СК» у 2013 році.

## Виступи за збірні
1997 року залучався до складу молодіжної збірної Марокко з якою взяв участь у молодіжному чемпіонаті світу 1997 року в Малайзії, де збірна дійшла до 1/8 фіналу.
2000 року захищав кольори олімпійської збірної Марокко на Олімпіаді в Сіднеї.
2000 року дебютував в офіційних матчах у складі національної збірної Марокко. У складі збірної був учасником Кубка африканських націй 2002 року у Малі, Кубка африканських націй 2004 року у Тунісі, Кубка африканських націй 2006 року в Єгипті та Кубка африканських націй 2008 року у Гані.
Всього протягом кар'єри у національній команді, яка тривала 10 років, провів у її формі 74 матчі, забивши 9 голів.

## Кар'єра тренера
Розпочав тренерську кар'єру невдовзі по завершенні кар'єри гравця, 2014 року, увійшовши до тренерського штабу клубу «Раджа» (Касабланка), а у 2015–2016 був ассистеном Жамаля Селламі у клубі «Діфаа»
У травні 2018 року Сафрі повернувся в «Раджу», знову на посаду помічника головного тренера, цього разу Хуана Карлоса Гаррідо. Гаррідо був звільнений з посади 28 січня 2019 року, а Сафрі був призначений тимчасовим виконувачем обов'язків, але вже за два дні головним тренером був призначений Патріс Картерон. А Сафрі став його помічником і покинув клуб 12 червня 2019 року.

## Титули і досягнення
- Чемпіон Марокко: 1998, 1999, 2000, 2001
- Володар Ліги чемпіонів КАФ: 1999
- Володар Суперкубка КАФ: 2000
- Володар Кубка наслідного принца Катару: 2009

Збірні
- Чемпіон Африки (U-21): 1997
- Срібний призер Кубка африканських націй: 2004